# Foetz
Foetz (en luxemburgués: Féiz) és una vila de la comuna de Mondercange del districte de Luxemburg al cantó d'Esch-sur-Alzette. Està a uns 12,6 km de distància de la Ciutat de Luxemburg.